# Mistrzostwa Świata w Pięcioboju Nowoczesnym 1962
Mistrzostwa Świata w Pięcioboju Nowoczesnym 1962 – 11. edycja mistrzostw odbyła się w Meksyku.

## Klasyfikacja medalowa
| Lp. | Państwo           | złoto | srebro | brąz | Razem |
| --- | ----------------- | ----- | ------ | ---- | ----- |
| 1   | ZSRR              | 2     | 1      | -    | 3     |
| 2   | Węgry             | -     | 1      | 1    | 2     |
| 3   | Stany Zjednoczone | -     | -      | 1    | 1     |

## Medaliści

### Mężczyźni
| Złoto                                                      | Srebro                                           | Brąz                                                           |
| Indywidualnie                                              |                                                  |                                                                |
| Edward Zdobnikow                                           | Igor Nowikow                                     | Ferenc Török                                                   |
| Drużynowo                                                  |                                                  |                                                                |
| ZSRR · Edward Zdobnikow · Walerij Piżuczkin · Igor Nowikow | Węgry · Ferenc Török · Imre Nagy · András Balczó | Stany Zjednoczone · John Daniels · Allan Jackson · Paul Pesthy |